# Club de Deportes Unión La Calera
O Club de Deportes Unión La Calera S.A.D.P. é um clube chileno de futebol, da cidade de La Calera, Província de Quillota, na Região de Valparaíso. Foi fundado no dia 26 de janeiro de 1954.

## História

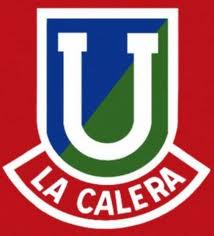
Escudo tradicional utilizado até a mudança em 2018.

O clube é resultado da fusão das equipes da cidade de La Calera:
- Club de Deportes La Calera
- Club de Deportes Cóndor
- Club de Deportes Calera Comercio
- Club de Deportes Tifón
- Club de Deportes Cemento Melón
- Club de Deportes Minas Navío

O seu melhor resultado no Campeonato Chileno de Futebol foi o vice-campeonato no Campeonato Chileno de 2020. No mesmo ano, chegou às oitavas de finais da Copa Sul-Americana, sendo eliminado na disputa de pênaltis.
Em 2021, disputou a Copa Libertadores pela primeira fez em sua história, sob o comando do técnico argentino Juan Pablo Vojvoda. Terminou a fase de grupos na lanterna do Grupo G, sendo eliminado com apenas 2 pontos e nenhuma vitória.

## Jogadores notáveis
O La Calera revelou o zagueiro Elías Figueroa para o futebol.

## Títulos
| NACIONAIS | NACIONAIS                       | NACIONAIS | NACIONAIS         |
|           | Competição                      | Títulos   | Temporadas        |
| --------- | ------------------------------- | --------- | ----------------- |
|           | Campeonato Chileno - 2ª divisão | 3         | 1961, 1984 e 2017 |
|           | Campeonato Chileno - 3ª divisão | 2         | 1990 e 2000       |

## Participações Internacionais
Em 2019 teve sua participação histórica no campeonato da Copa Sul-Americana em que foi eliminado pelo Clube Atlético Mineiro pela segunda fase.
Em 2021 fez sua estreia na Copa Libertadores da América.
| Competição                   | Competição         | Temporadas | Anos                   |
|                              | Copa Sul-Americana | 4          | 2019, 2020, 2022, 2024 |
| Copa Libertadores da América | 1                  | 2021       |                        |